# Daniel Glad
Karl Daniel Glad, född Bertov den 23 september 1992 i Jönköping, är en svensk ishockeyspelare som spelar för Djurgårdens IF i Hockeyallsvenskan. Han har tidigare representerat klubbar som Färjestad BK och Mariestad BoIS. Under säsongen 2018/2019 spelade han för Rögle BK, dessförinnan för Leksands IF, där han debuterade i hemmamatchen den 18 februari 2016 mot AIK. Sedan säsongen 2020/2021 är Glad återigen en spelare i HV71. Därmed återvände Glad till sin moderklubb efter nästan tio år i andra föreningar. Den 26 januari 2023 blev Glad klar för Djurgårdens IF.